# Архиепархия Палермо
Архиепархия Палермо (итал. Arcidiocesi di Palermo, лат. Archidioecesis Panormitanus) — католическая архиепархия латинского обряда в Италии, на острове Сицилия с центром в городе Палермо.
Архиерей Палермо имеет статус примаса Сицилии.

## История
Точная дата основания епархии в Палермо неизвестна, предания относят её основание к раннехристианским временам. Первым известным по имени епископом является Теодор (125 год), его упоминает Тертуллиан, как противника гностика Гераклиона.
После завоевания Сицилии мусульманами, епархия прекратила своё существование. В 1050 году восстановлена и возведена в статус архиепархии. Первым архиепископом Палермо стал Гумберт Сильва-Кандидский, который после хиротонии был назначен кардиналом. Четырьмя годами позднее кардинал Гумберт вошёл в историю, как человек, который возложил на престол храма Святой Софии папскую грамоту об отлучении от церкви Михаила Керуллария, что принято считать началом раскола Западной и Восточной церквей. В 1065 году Гумберту на кафедре Палермо наследовал архиепископ Никодим.
В период существования Сицилийского королевства архиепископы Палермо короновали в своём кафедральном соборе сицилийских королей: от Рожера II (1130 год) до Карла Бурбонского (1735 год). Двое из палермских архиепископов норманнской эпохи (Стефан дю Перш и Уолтер Милль) играли важную роль в политической жизни королевства.
Для ослабления влияния Уолтера Милля король Вильгельм II Добрый добился от папы Луция III выделения из состава палермского архиепископства новой архиепархии — Монреале, прелатам которой на протяжении последующих веков были подчинены значительные области Сицилии. В 1775 году папа Пий VI объединил архиепархию Палермо и архиепархию Монреале по принципу aeque principaliter, то есть равночестно, не выделяя главной кафедры, однако в 1802 году папа Пий VII восстановил архиепархию Монреале как независимую архиепархию-митрополию. Только в 2000 году архиепархия Монреале потеряла статус митрополии и была подчинена митрополии Палермо.
В 1937 году приходы византийского обряда городов Санта-Кристина-Джела и Меццоюзо, а также греко-албанский приход Сан-Никола-дель-Гречи были выделены из состава архиепархии Палермо и объединены в епархию Пьяна-дель-Гречи (позднее переименована в Пьяна-дельи-Албанези) Итало-албанской грекокатолической церкви. В 1960 году в ту же епархию были переведены и латинские приходы Меццоюзо.

## Современное состояние
По данным на 2004 год в епархии насчитывалось 930 тысяч католиков (97 % населения), 568 священников, 440 монахов (350 иеромонахов), 1330 монахинь и 178 приходов. Суффраганны по отношению к митрополии Палермо архиепархия Монреале и епархии Чефалу, Мазара-дель-Вальо, Трапани Кафедральным собором епархии является Собор Успения Богородицы в Палермо, где пребывают мощи святой Розалии.
Почётный статус «малой базилики» присвоен трём храмам архиепархии — базилике Святой Троицы Маджионе, базилике Святого Франциска и монастырской базилике Сан-Мартино-делле-Скале.
C 2015 года епархию возглавляет Коррадо Лорефиче.

## Ординарии
...
- архиепископ Филиппо Лопес-и-Рохо, C.R. — (17 июня 1793 — 4 сентября 1801);
- кардинал Доменико Пиньятелли ди Бельмонте, C.R. — (29 марта 1802 — 5 февраля 1803);
- архиепископ Раффаэле Мормиле, C.R. — (28 марта 1803 — 31 декабря 1813);
- кардинал Пьетро Гравина — (23 сентября 1816 — 6 декабря 1830);
  - вакантно (1830—1833);
- кардинал Гаэтано Мария Тригона и Паризи — (15 апреля 1833 — 5 июля 1837);
- кардинал Фердинандо Мария Пиньятелли, Theat. — (21 февраля 1839 — 10 мая 1853);
- архиепископ Джованни Баттиста Назелли Морсо-э-Монтаперто, C.O. — (27 июня 1853 — 3 мая 1871);
- кардинал Микеланджело Челезия, O.S.B. — (27 октября 1871 — 14 апреля 1904);
- кардинал Алессандро Луальди — (14 ноября 1904 — 12 ноября 1927);
- кардинал Луиджи Лавитрано — (29 сентября 1928 — декабрь 1944);
- кардинал Эрнесто Руффини — (11 октября 1945 — 11 июня 1967 †);
- кардинал Франческо Карпино — (26 июня 1967 — 17 октября 1970);
- кардинал Сальваторе Паппалардо — (17 октября 1970 — 4 апреля 1996);
- кардинал Сальваторе Де Джорджи — (4 апреля 1996 — 19 декабря 2006);
- кардинал Паоло Ромео — (19 декабря 2006 — 27 октября 2015);
- архиепископ Коррадо Лорефиче — (27 октября 2015 — по настоящее время).